# Classificação decimal de Dewey
A Classificação Decimal de Dewey (em inglês: Dewey  Decimal Classification; DDC ou CDD), também conhecida como Sistema Decimal de Dewey, é um sistema de classificação documentária desenvolvido pelo bibliotecário americano Melvil Dewey (1851–1931) em 1876, e desde então enormemente modificado e expandido ao longo de vinte e três grandes revisões que ocorreram até 2011. Segundo Guarido ”Dewey pode-se dizer ter sido um dos percussores
da ideia, tão bem expressa pelas palavras de Smit ao referir-se ao métier da documentação, do 'reunir e organizar para
achar', na medida em que, pautando-se em princípios filosóficos que nortearam,
dentre outras, as ideias classificatórias de Harris e Bacon, conferiu ao ato de
classificar documentos um dimensão efetivamente utilitária”.
De acordo com Andrade: "sua primeira edição foi publicada anonimamente e era denominada Classification and Subject Índex for Cataloguing and Arranging the Books and Pamphlets of a Library, a 2° edição foi publicada em 1885, com o nome Decimal Classification and Relative Índex, desta vez com indicação de responsabilidade, mas somente na sua 16° edição a obra passa a ser denominada de Dewey Decimal Classification." 
Segundo Andrade (2011), "a classificação Decimal de Dewey foi desenvolvida em 1876 por Melvil Dewey, atualmente é o sistema de classificação bibliográfica mais utilizada em todo o mundo, desde sua criação até os dias atuais passou por várias edições, sendo a de 2011 a mais atual, que corresponde a 23º edição".

## Como funciona
A CDD organiza todo o conhecimento em dez classes principais que, excluindo a primeira (000 Computadores, informação e referência geral), prosseguem do metafísico (filosofia e religião) ao mundano (história e geografia). A inteligência da CDD está na escolha de números decimais para suas categorias; isto permite que o sistema seja ao mesmo tempo puramente numérico e infinitamente hierárquico. Utiliza alguns mecanismos de uma classificação facetada, combinando elementos de diferentes partes da estrutura para construir um número representando o assunto do conteúdo (frequentemente combinando dois elementos de assuntos juntando números que representam áreas geográficas ou épocas) e sua forma, em vez de extrair a representação de uma única lista contendo cada classe e seu significado.
Exceto por obras gerais e ficção, as obras são classificadas principalmente por assunto, com extensões para relações entre assuntos, local, época ou tipo do material, produzindo números de classificação de no mínimo três digitos mas de tamanho máximo indeterminado, com um ponto decimal antes do quarto dígito, quando presente (ex.: 330 para economia + 94 para Europa = 330.94 Economia européia; 973 para Estados Unidos + 005 que é a divisão para periódicos resulta em 973.005 para designar periódicos sobre os Estados Unidos de uma forma geral). Indicadores de classes devem ser lidas e ordenadas como números, ou seja: 050, 220, 330.973, 331 etc. Qualquer letra deve ser ordenada antes de qualquer dígito que ocupe a mesma posição, portanto "330.94 A" vem antes de 330.943. O sistema utiliza dez classes principais, que são então subdivididas. Cada classe principal tem dez divisões e cada divisão tem dez seções. Assim o sistema pode ser elegantemente resumido em 10 classes principais, 100 divisões e 1000 seções. É um equívoco comum pensar que todos os livros na CDD sejam não-ficção. No entanto, a CDD propõe um número para cada livro, incluindo aqueles que se tornam a sua própria seção de ficção. Se as regras da CDD fossem seguidas estritamente, toda a ficção estadunidense estaria na classe 813. A maior parte das bibliotecas cria uma seção especial de ficção por causa do espaço excessivo que seria ocupado na classe 800.

## Classes principais
A Classificação decimal de Dewey é um sistema de classificação de biblioteca composta de dez principais classes ou categorias, cada uma dividida em dez classes secundárias ou subcategorias, cada uma com dez subdivisões. Este sistema é uma maneira lógica de classificação de um amplo leque de disciplinas, sejam acadêmicas ou práticas. O sistema é composto de dez classes principais:
- 000 Generalidades
- 100 Filosofia
- 200 Religião
- 300 Ciências sociais
- 400 Línguas
- 500 Ciências puras
- 600 Ciências aplicadas
- 700 Artes
- 800 Literatura
- 900 História e geografia

Na divisão centesimal temos:
- 000 Ciência da computação, conhecimento e sistemas
- 010 Bibliografia
- 020 Ciência da informação e bibliotecas e Biblioteconomia
- 030 Enciclopédia e anuário
- 040 Coleções gerais de Ensaios
- 050 Revistas, jornais e séries
- 060 Associações, organizações e museus
- 070 Mídia informativa, jornalismo e publicações
- 080 Citações
- 090 Manuscritos e livros raros
- 100 Filosofia
- 110 Metafísica
- 120 Epistemologia
- 130 Parapsicologia e ocultismo
- 140 Escolas filosóficas de pensamento
- 150 Psicologia
- 160 Lógica
- 170 Ética
- 180 Filosofia antiga, medieval e oriental
- 190 Filosofia ocidental moderna
- 200 Religião
- 210 Filosofia e teoria da religião
- 220 Bíblia
- 230 Cristandade e teologia cristã
- 240 Práticas e hábitos cristãos
- 250 Prática pastoral cristã e ordens religiosas
- 260 Organização cristã, trabalho social
- 270 História do cristianismo
- 280 Denominações cristãs
- 290 Outras religiões
- 300 Ciências sociais, sociologia e antropologia
- 310 Estatística
- 320 Ciência política
- 330 Economia
- 340 Direito
- 350 Administração pública e ciência militar
- 360 Problemas sociais e serviço sociais
- 370 Educação
- 380 Comércio, comunicação e transportes
- 390 Costumes, etiqueta e folclore
- 400 Línguas
- 410 Linguística
- 420 Língua inglesa e inglês antigo
- 430 Língua alemã e afins
- 440 Língua francesa e afins
- 450 Italiano, romeno e línguas afins
- 460 Português e espanhol
- 470 Latim
- 480 Grego clássico e moderno
- 490 Outras línguas
- 500 Ciências
- 510 Matemática
- 520 Astronomia
- 530 Física
- 540 Química
- 550 Ciências da terra e geologia
- 560 Fósseis e vida pré-histórica
- 570 Ciências da vida, biologia
- 580 Plantas (botânica)
- 590 Animais (zoologia)
- 600 Tecnologia
- 610 Medicina e saúde
- 620 Engenharia
- 630 Agricultura
- 640 Administração do lar e familiar
- 650 Administração e relações públicas
- 660 Engenharia química
- 670 Indústria
- 680 Indústria para usos específicos
- 690 Construção
- 700 Artes
- 710 Jardinagem e paisagismo
- 720 Arquitetura
- 730 Escultura, cerâmica e metalurgia
- 740 Desenho e artes decorativas
- 750 Pintura
- 760 Artes gráficas
- 770 Fotografia e arte de computador
- 780 Música
- 790 Esportes, jogos e diversão
- 800 Literatura, retórica e crítica
- 810 Literatura estadunidense em inglês
- 820 Literatura inglesa em inglês
- 830 Literatura alemã e afins
- 840 Literatura francesa e afins
- 850 Literatura italiana, romena e afins
- 860 Literatura portuguesa e espanhola
- 870 Literatura latina
- 880 Literatura grega clássica e moderna
- 890 Outras literaturas
- 900 História
- 910 Geografia e viagem
- 920 Biografia e genealogia
- 930 História do mundo antigo
- 940 História da Europa
- 950 História da Ásia
- 960 História da África
- 970 História da América do Norte
- 980 História da América do Sul
- 990 História de outras áreas

Há ainda uma terceira divisão, na casa dos milhares.
- 000 Ciência da computação, informação e obras gerais
- 001 Conhecimento
- 002 O livro
- 003 Sistemas
- 004 Processamento de Dados e Ciência da Computação
- 005 programação de computadores, programas e dados informáticos
- 006 métodos especiais
- 010 Bibliografia
- 011 Bibliografia
- 012 Bibliografias de indivíduos
- 014 de anônimos e pseudônimos funciona
- 015 bibliografias de obras a partir de locais específicos
- 016 bibliografias de trabalhos sobre temas específicos
- 017 assunto Geral Catálogo
- 018 Catálogos organizados por autor, data, etc
- 019 Dicionário Catálogo As
- 020 Library & Information Sciences
- 021 Biblioteca relacionamentos
- 022 Administração da planta física
- 023 Gestão de pessoal
- 025 operações de biblioteca
- 026 Bibliotecas para assuntos específicos
- 027 bibliotecas Gerais
- 028 Leitura e utilização de outro meio de informação
- 030 Geral enciclopédico funciona
- 031 Enciclopédias em Inglês Americano
- 032 Enciclopédias em Inglês
- 033 Em outras línguas germânicas
- 034 Enciclopédias em francês, occitano e catalão
- 035 Em, Romeno e afins italiana
- 036 Enciclopédias em Espanhol e Português
- 037 Enciclopédias em línguas eslavas
- 038 Enciclopédias em línguas escandinavas
- 039 Enciclopédias em outros idiomas
- 050 publicações gerais de série
- 051 Seriados em Inglês Americano
- 052 Seriados em inglês
- 053 Seriados em outras línguas germânicas
- 054 Seriados em francês, occitano e catalão
- 055 Em italiano, romeno e idiomas relacionados
- 056 Seriados em espanhol e português
- 057 Seriados em línguas eslavas
- 058 Seriados em escandinavo línguas
- 059 Seriados em outros idiomas
- 060 organizações Gerais e ciência museu
- 061 organizações na América do Norte
- 062 Organizações em Ilhas Britânicas, na Inglaterra;
- 063 organizações na Europa central; na Alemanha
- 064 Organizações em França & Mónaco
- 065 Organizações em Itália e ilhas adjacentes
- 066 Na Península Ibérica e ilhas adjacentes
- 067 Organizações na Europa Oriental, na Rússia
- 068 Organizações em outras áreas geográficas
- 069 Science Museum
- 070 Notícias da mídia, jornalismo & publicação
- 071 jornais na América do Norte
- 072 jornais em Ilhas Britânicas, na Inglaterra
- 073 Jornais na Europa central; na Alemanha
- 074 Jornais na França & Mônaco
- 075 jornais na Itália e ilhas adjacentes
- 076 Na Península Ibérica e ilhas adjacentes
- 077 Jornais na Europa Oriental, na Rússia
- 078 Jornais na Escandinávia
- 079 Jornais em outras áreas geográficas
- 080 coleções gerais
- 081 coleções em Inglês Americano
- 082 Coleções em Inglês
- 083 coleções em outras línguas germânicas
- 084 Coleções em francês, occitano e catalão
- 085 Em italiana, romenos e relacionados
- 086 Coleções em espanhol e português
- 087 Coleções em línguas eslavas
- 088 Coleções em línguas escandinavas
- 089 coleções em outros idiomas
- 090 Manuscritos e livros raros manuscritos
- 092 Bloco Livros
- 093 Incunabula
- 094 livros
- 095 livros notáveis para ligações
- 096 livros notáveis para ilustrações
- 097 livros notáveis para a posse ou origem
- 098 Funcionamento proibido, falsificações e embustes
- 099 livros notáveis para o formato

## Anglocentrismo
A CDD é comumente utilizada em bibliotecas públicas e escolares ao redor do mundo. O esquema contém fortes distorções geográficas derivadas de sua origem no século XIX: o Norte da África por exemplo ocupa de 961 a 965 enquanto o restante do continente somente de 966 a 969. É ainda mais tendencioso a favor do cristianismo em relação a outras religiões, com a primeira ocupando a faixa 220-289 e todas as demais ficando apenas com 292 a 299. Versões recentes permitem que outra religião seja colocada na faixa 220-289 com o cristianismo restrito ao 298, mas este sistema é usado apenas por bibliotecas operadas por grupos religiosos não-cristãos, especialmente judaicos. A CDD também tem sido criticada por seu tratamento da literatura (800). Uma vez que a prioridade é dada para o idioma, as literaturas nacionais ficam espalhadas. Por exemplo, a literatura canadense em inglês é classificada sob Inglês e Inglês Antigo (820), enquanto a literatura canadense em francês fica em Literaturas Francesas (840). A única exceção é a literatura estadunidense (American literature, 810), um reflexo da tendenciosidade anglo-americana inerente ao sistema.

## A CDD e outros sistemas de classificação
Os números da CDD formaram a base para um sistema mais expressivo porém complexo, a Classificação Decimal Universal, que combina os números básicos de Dewey com alguns sinais de pontuação (vírgula, dois pontos, parênteses etc). Apesar de suas freqüentes revisões, a CDD é amplamente considerada inferior teoricamente a outros sistemas mais modernos que se utilizam mais livremente de letras para produzir identificadores mais curtos para conceitos de igual complexidade. Por outro lado, ela continua oferecendo um formato mais expressivo que a Classificação da Biblioteca do Congresso Americano (EUA), desenvolvida pouco depois.

## Quem controla a CDD
A empresa Online Computer Library Center adquiriu a marca registrada e os direitos autorais relativos ao Systema Decimal de Dewey quando incorporou a editora Forest Press em 1988. A OCLC classifica livros novos lançados no mercado americano e atualiza o sistema de classificação. Em setembro de 2003 a OCLC processou o Library Hotel por violação de marca registrada. O acordo foi que o Hotel reconheceria o controle da marca pela OCLC e faria uma doação para uma organização sem fins lucrativos que promove a leitura e a alfabetização de crianças.